# 12759 Joule
12759 Joule è un asteroide della fascia principale. Scoperto nel 1993, presenta un'orbita caratterizzata da un semiasse maggiore pari a 3,2178098 UA e da un'eccentricità di 0,0771731, inclinata di 4,80707° rispetto all'eclittica.